# Landgericht Lübeck
Das Landgericht Lübeck ist eines von vier Landgerichten des Bundeslandes Schleswig-Holstein und somit Teil der schleswig-holsteinischen ordentlichen Gerichtsbarkeit. Es wurde im Zuge der Reichsjustizreform im Oktober 1879 errichtet. Erster Präsident und für mehr als 31 Jahre höchster Richter in der Stadt Lübeck war Karl Hoppenstedt. Das Landgericht Lübeck befindet sich gemeinsam mit dem Amtsgericht Lübeck im Gerichtshaus am Burgfeld.

## Gerichtssitz und -bezirk
Sitz des Gerichts ist die Hansestadt Lübeck.
Der Gerichtsbezirk umfasst die Bezirke der nachgeordneten Amtsgerichte Ahrensburg, Eutin, Lübeck, Oldenburg in Holstein, Ratzeburg, Reinbek und Schwarzenbek. Damit besteht der Gerichtsbezirk aus den Kreisen Herzogtum Lauenburg, Ostholstein und Stormarn (ohne die Gemeinde Tangstedt, welche zum Landgerichtsbezirk Kiel gehört) sowie der kreisfreien Stadt Lübeck. In dem Bezirk leben rund 830.000 Einwohner. Er ist etwa 3.600 km2 groß.

## Über- und nachgeordnete Gerichte
Dem Landgericht Lübeck übergeordnet waren 1879–1937 das Hanseatische Oberlandesgericht (in Hamburg), dann das Oberlandesgericht Kiel. Seit 1948 ist das Schleswig-Holsteinische Oberlandesgericht in Schleswig übergeordnet. Nachgeordnet sind heute (2014) die Amtsgerichte Ahrensburg, Eutin, Oldenburg in Holstein, Ratzeburg, Reinbek und Schwarzenbek. Das Amtsgericht Lübeck steht zwar im Instanzenzug unter dem Landgericht, ist aber als Präsidialgericht in seiner Verwaltung eigenständig.

## Staatsanwaltschaft

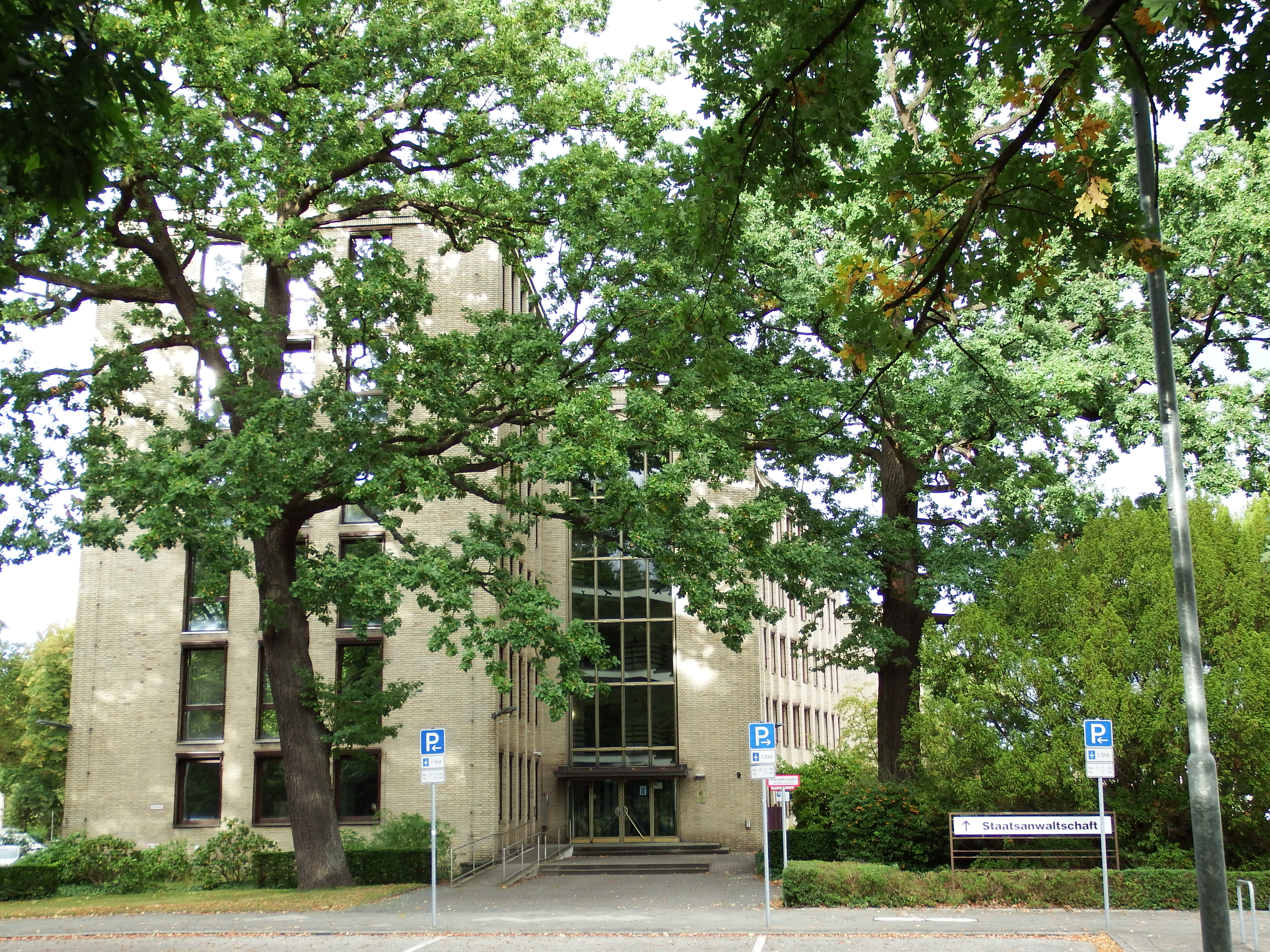
Gebäude der Staatsanwaltschaft Lübeck

Dem Landgericht Lübeck ist eine Staatsanwaltschaft zugeordnet. Sie untersteht der Generalstaatsanwaltschaft beim Schleswig-Holsteinischen Oberlandesgericht in Schleswig. Ihr Dienstgebäude ist in der Travemünder Allee 9. Bekannte Erste bzw. Leitende Oberstaatsanwälte der Lübecker Behörde waren Arthur Gustav Kulenkamp und Ernst Christian Johannes Schön (1892–1895), die später auch Lübecker Bürgermeister wurden. Nach dem Ersten Weltkrieg wurde der Lübecker Senator Cay Diedrich Lienau nach seinem Ausscheiden aus dem Senat von 1921 bis 1932 Erster Staatsanwalt als Nachfolger von Johannes Daniel Benda (1903–1920). Bereits vor dem Verlust der Eigenstaatlichkeit 1937 durch das Groß-Hamburg-Gesetz und die Eingliederung nach Preußen verlor Lübeck seine Justizhoheit wie alle anderen Länder auch im Jahr 1935 durch die Gleichschaltung der Justiz an das Reich.

## Juristen am Landgericht Lübeck
Seit der Errichtung des Landgerichts 1879 war zunächst auf Grund der Justizhoheit des Staates Lübeck bis in die 1930er Jahre ein Wechsel zwischen Exekutive und Judikative problemlos möglich. So finden sich auch viele Mitglieder des Gerichts unter den Mitgliedern von Bürgerschaft und Senat wieder. Der 1921 zum Bürgermeister gewählte Johann Martin Andreas Neumann war beispielsweise seit 1894 als Richter am Landgericht Lübeck tätig gewesen.
Frühere Präsidenten des Gerichts sind gewesen
- Karl Hoppenstedt (1880–1910) – eine von dem Bildhauer Fritz Behn geschaffene Büste befindet sich im Flur des Sitzungsflügels des Gerichtshauses.
- Richard Oemler (1913–1930)
- Karl Utermarck (1931–1932)
- Clemens von Jagow (1956–1968)
- Silke Schneider (2020–2024)[3]

Weiterer Richter war von 1981 bis 2001 Wolfgang Nešković, der 2001 zum Richter am Bundesgerichtshof gewählt wurde und von 2005 bis 2013 Mitglied des Deutschen Bundestages gewesen war.

## Geschichte
Aufgrund der Reichsjustizgesetze wurden 1879 reichsweit einheitlich Amts-, Land- und Oberlandesgerichte gebildet. In der Freien Stadt Lübeck entstand als einziges Amtsgericht das Amtsgericht Lübeck, das dem Landgericht Lübeck und dem Oberlandesgericht Hamburg nachgeordnet war.
Mit dem Groß-Hamburg-Gesetz von 1937 wurde das Oberlandesgericht Kiel für das Landgericht Lübeck zuständig. Der Sprengel des Landgerichts Lübeck wurde massiv erweitert. Neu hinzu kamen vom Landgericht Altona die Amtsgerichte Ahrensburg, Bargteheide, Lauenburg, Mölln, Bad Oldesloe, Ratzeburg, Reinbek, Reinfeld, Schwarzenbek, Steinhorst und Trittau sowie vom Landgericht Kiel die Amtsgerichte Burg, Neustadt in Holstein und Oldenburg in Holstein.

### Landesarbeitsgericht Lübeck
Gemäß Arbeitsgerichtsgesetz vom 23. Dezember 1926 wurden in Deutschland Arbeitsgerichte gebildet. Diese waren nur in der ersten Instanz organisatorisch selbstständige Gerichte, die Landesarbeitsgerichte waren den Landgerichten zugeordnet. Am Landgericht Lübeck wurde kein Landesarbeitsgericht gebildet.
Mit dem Groß-Hamburg-Gesetz von 1937 wurde zum 31. März 1937 ein Landesarbeitsgericht Lübeck geschaffen. Dem Landesarbeitsgericht waren die Arbeitsgerichte Ahrensburg, Lübeck, Oldenburg (Holstein) und Ratzeburg zugeordnet.
Nach der Besetzung Deutschlands durch die Alliierten wurden 1945 zunächst alle Gerichte geschlossen. Die ordentlichen Gerichte wurden schon bald wieder eröffnet, während die Arbeitsgerichte zunächst nicht wieder eingerichtet wurden, so dass arbeitsgerichtliche Streitigkeiten von den ordentlichen Gerichten erledigt werden mussten. Gemäß Kontrollratsgesetz 21 sollten in Deutschland Arbeitsgerichte aufgebaut werden. Hierbei wurde für ganz Schleswig-Holstein nur ein Landesarbeitsgericht, das Landesarbeitsgericht Schleswig-Holstein in Kiel gebildet. Das Landesarbeitsgericht Lübeck entstand nicht neu.

## Bekannte Verfahren
- Marienkirchen-Kunstfälscherprozess gegen Lothar Malskat, 1955
- Prozess gegen Arwed Imiela
- Vorlage zum Cannabis-Beschluss des Bundesverfassungsgerichts
- Calmette-Prozess zum „Lübecker Impfunglück“
- Prozess gegen Christian Bogner
- Aufhebung der nach dem Gefecht um das polnische Postamt in Danzig verhängten Todesurteile
- Verfahren gegen Marianne Bachmeier
- Sperrung von wikipedia.de durch Lutz Heilmann am 13. November 2008.[9] Die deutsche Internetadresse „wikipedia.de“ darf nicht auf die internationale Domäne „de.wikipedia.org“ weiterleiten, solange „unter der Internet-Adresse de.wikipedia.org bestimmte Äußerungen über Lutz Heilmann vorgehalten werden“.[10]